# Stefan Kretzschmar
Stefan Kretzschmar, nemški rokometaš, * 17. februar 1973, Leipzig.
Kretzschmar je eden najuspešnejših nemških rokometašev vseh časov. Za reprezentanco Nemčije je debitiral leta 1993 in zbral za njo 218 nastopov na katerih je dosegel kar 821 zadetkov. 
Leta 2004 je najprej osvojil naslov evropskih prvakov, nato pa na poletnih olimpijskih igrah v Atlanti v sestavi nemške reprezentance osvojil še srebrno olimpijsko medaljo. 